# ألبرت س بورليسون
ألبرت سيدني بورليسون (بالإنجليزية: Albert Sidney Burleson) (و. 1863 – 1937 م) هو سياسي، ومحام من الولايات المتحدة ولد في سان ماركوس، تكساس.
وهو عضو في الحزب الديمقراطي الأمريكي وكان مدير عام البريد ونائب في الكونغرس. كان بورليسون ديمقراطيا محافظا وعرف بنيله الدعم الحكومي لإقامة الفصل العرقي في خدمة البريد الأمريكية، حيث قام الرئيس وودرو ويلسون بتطبيق الفصل على وكالات إتحادية أخرى.